# 毛寶
毛寶（？—339年），字碩真，滎陽陽武人。東晉時將領，曾協助平定蘇峻之亂，後參與庾亮的北伐行動，但被後趙擊敗，自己亦在長江遇溺身亡。

## 生平
毛寶初被王敦指派為臨湘縣令。王敦之亂後改任平南將軍溫嶠的參軍。

### 蘇峻之亂
咸和三年（328年），起兵叛亂的蘇峻攻陷建康，溫嶠起兵勤王討伐蘇峻，並與庾亮打算共推陶侃為盟主。但陶侃心中不滿當日未有成為晉成帝的顧命大臣，一直懷疑是庾亮干預的結果，於是拒絕支持溫嶠。溫嶠屢次勸說亦不能成功，決定放棄，但毛寶知道後要溫嶠再度勸說，終能請陶侃領兵與溫嶠會合，組織義軍。毛寶亦領一千人作為溫嶠前鋒。
當時，溫嶠以他和陶侃的義軍部隊皆擅長水戰而蘇峻部隊則擅長陸戰，決心以自己的長處對抗蘇峻，於是命令部隊將士不能上岸，違者被殺。而毛寶知道蘇峻運送一萬斛米糧給與其一同叛變的祖約後，向其部眾說：「兵法：『軍令有所不從』，豈可不上岸邪！」於是率部隊擅自上岸進攻祖約派往接受米糧的桓撫，最終奪去全部米糧，俘獲和殺害的敵兵亦以萬計，更令祖約陷入糧食缺乏的局面。溫嶠因毛寶這次的功勳，不但沒有追究他擅自上岸，更表其為廬江太守。
同年，祖約派祖渙及桓撫進攻義軍根據地尋陽的湓口，陶侃打算親自率兵抵抗，但毛寶以陶侃是義軍領袖而認為陶侃不宜親自抵抗祖渙等，並自薦討伐。陶侃聽後和別人說：「此年少言可用也。」並准許毛寶所請。當時祖渙等人經過皖城，順道進攻上一年祖約起兵叛變時不肯與他一同舉兵而改駐馬頭山的桓宣。當時桓宣向毛寶求救，但毛寶部眾懷疑桓宣是祖約同黨而不信任他；桓宣亦心知眾人有此想法，於是派兒子桓戎再向毛寶求救。毛寶於是領兵與桓戎一同營救桓宣，但到時桓宣已和祖渙等作戰，而毛寶兵少和武備差劣，於是被祖渙等擊敗，毛寶更被箭射傷左邊大腿。但毛寶沒有因而退縮，在命人拔箭以後負傷再次進攻祖渙，卻成功擊敗祖渙並令其撤退，桓宣亦歸附溫嶠。後毛寶進攻在東關的祖約部隊，攻破合肥。
義軍與蘇峻軍相持數月後，未有明顯戰果，而溫嶠糧食食盡，向陶侃借糧。陶侃以戰事無成果而大怒，威脅要返回荊州。毛寶於是向溫嶠自薦去留住陶侃，勸說陶侃之餘更與陶侃約定去斷絕敵軍糧食，若不成功才讓陶侃離去。陶侃同意，先分糧給溫嶠，又加授毛寶督護。毛寶及後上岸進攻句容和湖孰，出其不意，將蘇峻在兩處積存的大批糧食盡數燒毀，令蘇峻缺糧。因毛寶此勝，亦成功留住陶侃，消除了這次內部危機。
同年年末，蘇峻兵敗被殺，只由蘇峻弟蘇逸接管和重收因蘇峻之死而潰散的部眾。咸和四年（329年）正月，守苑城的將領匡術在光祿大夫陸曄等人的勸說下以苑城投降，陶侃於是派毛寶與鄧岳分守苑城的南城及西城。當時，蘇逸與韓晃等人一同來攻，毛寶登城射殺數十人，韓晃試圖要毛寶出城，說：「君名勇果，何不出鬥？」但毛寶回應：「君名健將，何不入鬥？」韓晃唯有笑而撤退。蘇峻之亂在當年平定，毛寶因功封州陵縣開國侯。

### 內外征戰
蘇峻之亂後，庾亮自請出鎮，毛寶獲授輔國將軍、江夏相、督隨義陽二郡，駐鎮上明。咸和五年（330年）與庾亮一同討伐郭默。咸康元年（335年），後趙天王石虎派石遇進攻桓宣所駐的襄陽，毛寶於是與南中郎將王國和征西司馬王愆期等率兵救援桓宣，在章山與石遇對抗，對持二十日後石遇軍中乏糧且爆發疫症而退軍。毛寶因功進號征虜將軍。

### 邾城敗亡
咸康五年（339年），征西將軍庾亮意圖北伐，於是上請解任豫州刺史以讓毛寶出任，毛寶因而獲授監揚州之江西諸軍事、豫州刺史。並與西陽太守樊峻守邾城。石虎對庾亮的軍事行動十分厭惡，於是派大軍進攻東晉與後趙的邊境，並派二萬騎兵進攻邾城。當時毛寶向庾亮求救，但庾亮則以邾城堅固而沒有立刻派兵救援，最終邾城被後趙軍攻陷，毛寶突圍出城，但在長江遇溺身亡。因為毛寶之死，庾亮的北伐計劃亦大受打擊，庾亮於次年亦去世。

## 後代

### 子
- 毛穆之，嗣爵，東晉將領，官至益州刺史。
- 毛安之，東晉將領，官至撫軍參軍、魏郡太守。

### 孫
- 毛珍，毛穆之子，官至天門太守。
- 毛璩，毛穆之子，毛穆之諸子中最為知名，官至益州刺史，後被譙縱所殺。
- 毛球，毛穆之子，梓潼太守。
- 毛璠，毛穆之子。
- 毛瑾，毛穆之子，官至梁秦二州刺史，後被譙縱所殺。
- 毛瑗，毛穆之子，官至寧州刺史，後被譙縱所殺。
- 毛潭，毛安之子，官至江夏相。
- 毛泰，毛安之子，官至冠軍將軍、堂邑泰山二郡太守。被桓玄所殺。
- 毛邃，毛安之子，官至游擊將軍，被桓玄所殺。
- 毛遁，毛安之子，曾任太傅主簿，桓玄掌權時被流放到廣州。後官至宜都太守。

## 延伸阅读
[在维基数据编辑]
 《晉書·卷081》，出自房玄齡《晉書》